# Anita Meiland
Alida Geertruida Maria Meiland (conocida como Anita Meiland; Haarlem, 12 de noviembre de 1967) es una deportista neerlandesa que compitió en remo.
Ganó una medalla de bronce en el Campeonato Mundial de Remo de 1995, en la prueba de cuatro scull. Participó en los Juegos Olímpicos de Barcelona 1992, ocupando el cuarto lugar en la misma prueba.

## Palmarés internacional
| Campeonato Mundial | Campeonato Mundial  | Campeonato Mundial | Campeonato Mundial |
| Año                | Lugar               | Medalla            | Prueba             |
| ------------------ | ------------------- | ------------------ | ------------------ |
| 1995               | Tampere (Finlandia) | Medalla de bronce  | Cuatro scull       |